# Frédéric Delpla
Frédéric Delpla (Creil, 9 novembre 1964) è un ex schermidore francese, vincitore di una medaglia d'oro nella scherma ai giochi olimpici.